# Королевство Арморика

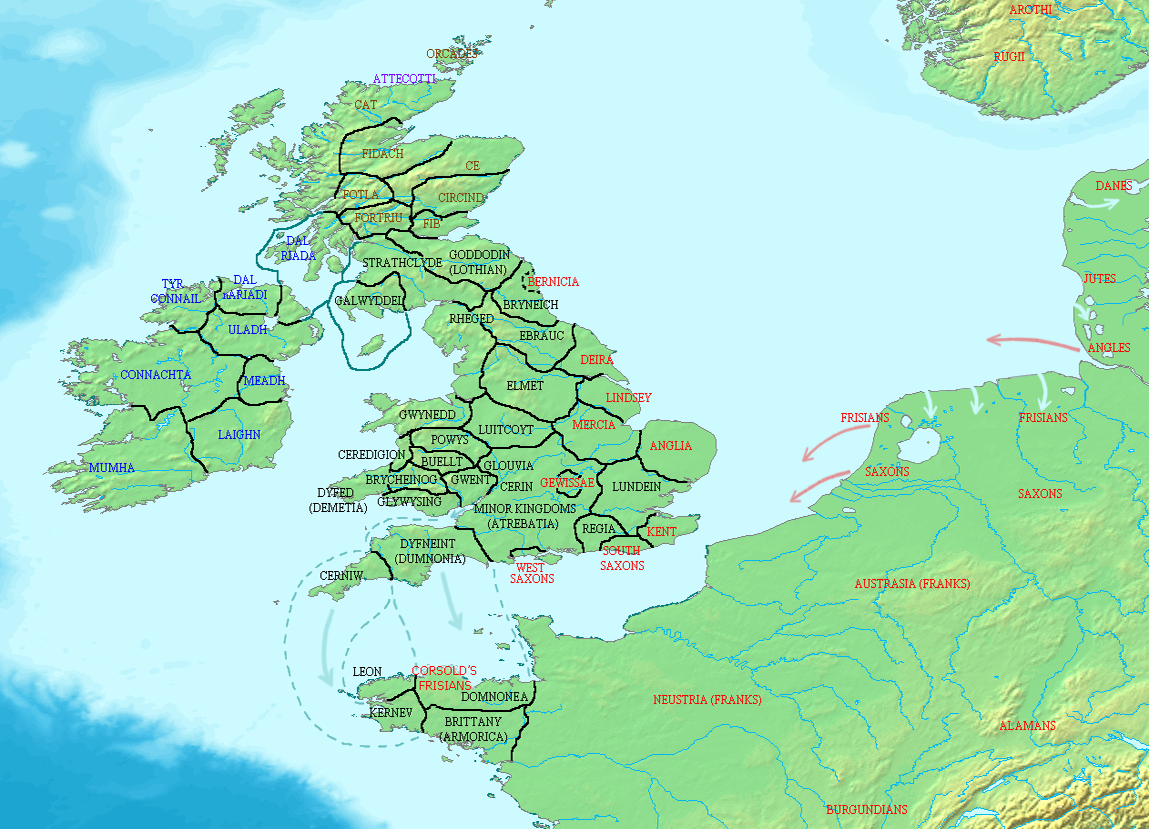
Бретань (внизу) в 500 году

Исторические провинции Бретани

Королевство Арморика (брет. Arvorig) — раннесредневековое королевство на территории полуострова Бретань.

## История
В конце IV века, по инициативе Максена Вледига и Конана Думнонийского, было создано Герцогство Арморика, на территории полуострова Бретань. Арморика стала заселяться бриттами. В 395 году герцогом Арморики стал Градлон Великий, сын Конана. В 434 году из Арморики выделяется Домнония, а в 470 году — Бро-Эрех. В 550 году появляется княжество Леон, которое присоединяется в 590 году. В 635 году к Арморике присоединяется Бро-Эрех, а в 658 году от Арморики окончательно отделяется Корнуай. В 749 году Домнония вновь становится частью Арморики. В конце 770-х годов франки под главенством Карла Великого захватывают восточную часть Арморики и создают бретонскую пограничную марку, включающую города Ренн, Тур, Анжер и Ванн. В 799 г. Ги Нантский, представитель влиятельного австразийского рода Гвидонидов, правитель этой провинции, воспользовавшись раздором среди бретонских вождей, осуществил решающую по замыслу экспедицию на полуостров. 

## Список правителей
- Градлон Великий (395—434)
- Саломон I (434—446)
- Алдриен (446—464)
- Будик (464—468[1]/497[2])
- Мелиау
- Ривал
- Эрих (472—478)
- Будик II (478—544)
- Максент, соправитель брата, Будика[1], либо его кузен[3]
- Хоэль Великий (544—545)
- Хоэль Младший (545—547)
- Даниэль Унуа (547—560), внук Будика I[3]
- Теудр Великий (560—570[2]/577[1])
- Алан (570—574), сын Хоэля Младшего[2]
- Маклиау (574—577), сын Максента[2]
- Теудр Младший (577—584), сын Будика II[2]
- Варох (584—594), сын Маклиау[2]
- Хоэль (594—612), сын Алана[2]
- Алайн (до 635?), внук Будика II[1]
- Гилкуал (612—621), сын Хоэля[2]
- Саломон II (621—632[2]/658), сын Хоэля[1]
- Юдикаэл (632—640) (ум.658), сын Хоэля[2] или праправнук  Будика II[1]
- Алан Длинный (640—690), сын Юдикаэла[1]
- Градлон II, сын Алана Длинного[2]
- Даниэль II, племянник Градлона[2]
- Урбон/Урбиен, сын Алана Длинного[1]
- Юдон, сын предыдущего[1], или сын Конкара Чероннога, сына Градлона Флама, брата Алана Длинного[3]
- Кустантин, сын предыдущего[1]
- Аргант, сын предыдущего[1]
- Фродалд (умер в 826 году), соправитель[1]
- Жарнитин (ок.797—ок.814/умер в 821 году)
- Морман (814—818)[1]
- Юдаэль, сын Арганта
- Виомарк, сын Арганта (818—826)[1]
- Ловенен, сын Виомарка (826—837)[1]